# Diễn viên nhí

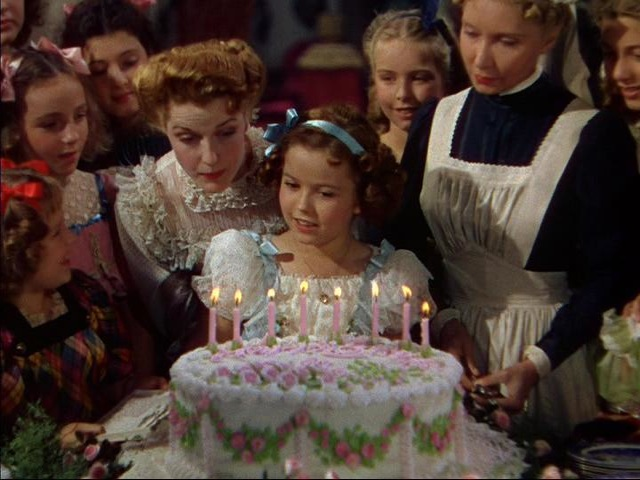
Ngôi sao nhí nổi tiếng Shirley Temple tham gia bộ phim Công chúa nhỏ (1939) khi 11 tuổi.

Diễn viên nhí (tiếng Anh: child actor) là một diễn viên ở độ tuổi thiếu nhi, thanh thiếu niên tham gia diễn xuất trên sân khấu, màn ảnh rộng hoặc trên truyền hình, nhưng cũng được áp dụng cho một người lớn bắt đầu sự nghiệp diễn xuất từ khi còn nhỏ. Để tránh nhầm lẫn, sau này cũng được gọi là một cựu diễn viên nhí. Mối liên hệ mật thiết theo độ tuổi còn sử dụng thuật ngữ diễn viên teen hay diễn viên độ tuổi thiếu niên, để chỉ một diễn viên trở nên nổi tiếng ở tuổi thiếu niên.
Nhiều diễn viên nhí thấy mình phải vật lộn để thích nghi khi trưởng thành, chủ yếu là do bị đóng khung vào một vai nhất định (type-cast). Lindsay Lohan và Macaulay Culkin là hai diễn viên nhí đặc biệt nổi tiếng nhưng cuối cùng đã trải qua nhiều khó khăn với sự nổi tiếng mà họ có được khi còn trẻ.
Các diễn viên nhí cũng trở thành diễn viên trưởng thành thành công, một ví dụ điển hình cho điểu này là Jodie Foster, tham gia phim Taxi Driver năm 1976 khi 12 tuổi và tiếp tục trở thành một ngôi sao trưởng thành với nhiều bộ phim gồm Sự im lặng của bầy cừu (1991).

## Quy định

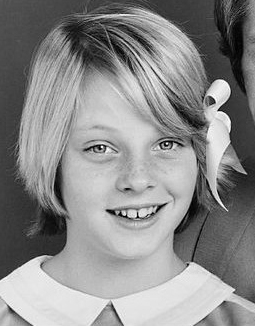
Diễn viên nhí Jodie Foster vào năm 1974

Tại Hoa Kỳ, các hoạt động của các diễn viên nhí được quy định bởi liên đoàn lao động, nếu có, và luật pháp tiểu bang. Một số dự án quay phim ở các địa điểm đặc biệt xa để trốn tránh các quy định liên quan đến bảo vệ trẻ em. Chẳng hạn, thời gian làm việc dài hơn hoặc các pha nguy hiểm bị cấm bởi California, có thể được phép cho một dự án quay phim trong British Columbia.  Luật liên bang Hoa Kỳ "đặc biệt miễn trừ những người vị thành niên làm việc trong ngành Giải trí khỏi tất cả các điều khoản của Luật Lao động Trẻ em." Bất kỳ quy định nào liên quan đến diễn viên nhí được điều chỉnh bởi pháp luật mỗi bang khác nhau.

### California
Ngành công nghiệp giải trí ở California rất phát triển, do đó người ta xấy dựng một số điều luật rõ ràng nhất bảo vệ các diễn viên nhí. Ở độ tuổi vị thành niên, một diễn viên nhí phải đảm bảo giấy phép làm việc trong lĩnh vực giải trí trước khi chấp nhận bất kỳ công việc biểu diễn được trả tiền nào. Luật giáo dục bắt buộc quy định rằng giáo dục của diễn viên nhí không bị gián đoạn khi tham gia diễn xuất, cho dù diễn viên nhí có theo học trường công, trường tư hay thậm chí học tại nhà. Các em thường làm bài tập được giao dưới sự giám sát của giáo viên trường quay khi ở phim trường.

### Anh
Ở Vương quốc Anh, một diễn viên nhí được định nghĩa là một người thuộc độ tuổi trong chương trình giáo dục bắt buộc. Trước khi một đứa trẻ có thể làm việc, chúng cần có giấy phép hoạt động từ Cơ quan giáo dục của địa phương cũng như một người đi kèm được cấp phép;  cha mẹ chỉ có thể đi theo con của mình, trừ khi họ là người đi kèm được cấp phép và nhiệm vụ của người đi kèm bao gồm các hoạt động thay cho cha mẹ và ghi lại thời gian đến và đi từ nơi làm việc, thời gian một đứa trẻ đang làm việc, thời gian nghỉ của chúng và số thời gian dạy kèm. Một đứa trẻ cần tối thiểu ba giờ dạy kèm mỗi ngày và một bài học phải có tối thiểu 30 phút trong tổng số và liên quan đến học sinh 16 và 17 tuổi ở bậc học cao hơn, cần đưa ra các cân nhắc liên quan đến việc học của chúng.
Có các quy định và hướng dẫn để bảo vệ tất cả các diễn viên dưới 18 tuổi; OFCOM hướng dẫn nêu rõ sức khỏe và sự an toàn của trẻ em, hạnh phúc và phúc lợi là điều tối quan trọng trong sản xuất truyền hình và các yếu tố như tuổi tác, sự trưởng thành và kinh nghiệm sống có thể ảnh hưởng đến diễn xuất. OFCOM cũng khuyên rằng các đài truyền hình đảm nhận các công cụ hỗ trợ rủi ro, xem xét tìm kiếm lời khuyên của chuyên gia và thực hiện theo thông lệ tốt nhất.

## Các vấn đề

### Quyền sở hữu thu nhập
Trước thập niên 1930, nhiều diễn viên nhí không bao giờ bận tâm xem xét đồng tiền chúng kiếm được bởi vì chúng không chịu trách nhiệm về số tiền ấy. Cậu bé Jackie Coogan kiếm được hàng triệu USD khi làm diễn viên nhí chỉ để thấy cha mẹ tiêu xài hoang phí hầu hết đống tiền đó. Năm 1939, tiểu bang California đã cân nhắc vấn đề này và ban hành Dự luật Coogan quy định một phần thu nhập của trẻ em được bảo toàn trong một tài khoản tiết kiệm đặc biệt gọi là tín dụng bị khóa. Nguồn tín dụng không được giám sát một cách tích cực này cũng có thể khó giải quyết, tuy nhiên như trong trường hợp diễn viên nhí Gary Coleman sau khi hoạt động từ năm 1974, sau đó đã đâm đơn kiện cha mẹ nuôi của cậu và cố vấn kinh doanh cũ vì đã lạm tiêu mất 3,8 triệu USD quỹ tín dụng của mình.